# Григорије Лазић
Григорије Лазић (Черевић код Беочина, 7. децембар 1796 — Сремски Карловци, 27. децембар 1842) био је српски професор, природњак и филолог.

## Биографија

### Образовање
Потиче из сиромашне сељачке породице. Основну школу похађао је у Черевићу и Сремским Карловцима, а немачки језик у Футогу. Као питомац Благодејанија завршио је гимназију (1809—1815), а потом богословију у Карловцима. Затим студира филозофију (1817-1819) у Јегри (Егеру), захваљујући финансијској помоћи породице Рогулић из Ирига.

### Професор гимназије
По повратку у Карловце постао је учитељ у основној школи (1819—1820), а затим је постављен за професора у гимназији (1821—1842). Предавао је природне науке, ботанику, физику, математику и хуманиора, био је професор Бранку Радичевићу и Теодору Павловићу. За надзорника основних школа у Карловцима именован је 1825. године.

### Природњак
Саставио је прву српску ботаничку терминологију, а као уважени ботаничар-систематичар изабран је за члана Краљевског ботаничког друштва у Регензбургу. Водио је преписку са Андрејем Волнијем, ранијим професором и директором Карловачке гимназије, такође ботаничарем. Написао је и први уџбеник из физике на српском језику - Кратко руководство к физики (1822).

### Књижевни рад
Бавио се и превођењем са латинског, састављањем речника, писањем песама и беседа. Две књиге му је постхумно штампало Друштво српске словесности. У рукопису су му остале аутобиографске белешке на немачком, као и више надгробних беседа. Своју библиотеку завештао је Библиотеци Карловачке гимназије.
Био је близак пријатељ Петра Јовановића, београдског митрополита.
Његов син је Стеван Лазић, а унук Глигорије Лазић.

## Избор из библиографије
- Кратко руководство к физики (Будим, 1822)
- Проста наравна историја (Будим, 1836)
- Речник србско-немачки-латинскиј (Београд, 1849)

### Превод
- Марко Тулије Цицерон, „О дужностима” (Београд, 1854)